# Лафон, Шарль Филипп
Шарль Филипп Лафон (фр. Charles Philippe Lafont; 1781—1839) — французский скрипач-виртуоз, композитор, певец и музыкальный педагог.

## Биография
Шарль Филипп Лафон родился 1 декабря 1781 года в городе Париже.

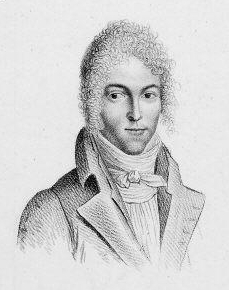
Ш. Ф. Лафон

Первые уроки музыки брал у своего дяди Бертома, затем совершенствовал своё искусство под началом Родольфа Крейцера и Пьера Роде; гармонию изучал у Анри Монтана Бертона.
Ещё ребёнком Лафон совершал концертные туры и продолжал гастрольную жизнь странствующего виртуоза, пока не получил (после Роде, вернувшегося во Францию) место придворного виртуоза в Санкт-Петербурге, а в 1815 году Людовик XVIII пригласил его на подобную же должность в Париж. По словам Н. Ф. Соловьёва, «его безупречно-чистый, мягкий тон, уверенность в передаче, прелесть в певучих местах приводили слушателей в восторг».
Между тем Шарль Филипп Лафон продолжал совершать гастрольные поездки и, во время одной из них, в 1839 году, погиб в результате несчастного случая, вывалившись из почтовой кареты с высоты между Баньер-де-Бигор и Тарбом.
Шарль Филипп Лафон написал семь скрипичных концертов, много фантазий, рондо, вариаций и пр., частью с оркестром, частью со струнным квартетом, фортепьяно, арфой и др., а также около 200 романсов и две небольшие оперы (СПб. и Париж).
Лафон также был певцом, но помнят его в основном как скрипача-виртуоза. Среди его учеников был Франсуа Шуберт.